# Hiraea valida
Hiraea valida är en tvåhjärtbladig växtart som beskrevs av W.R. Anderson. Hiraea valida ingår i släktet Hiraea och familjen Malpighiaceae. Inga underarter finns listade i Catalogue of Life.